# 妙通寺
妙通寺位於台灣高雄市六龜區寶來里。是釋廣欽派遣弟子於1981年至六龜設立之承天禪寺分院，為台灣南部地區知名的佛教聖地。

## 外部連結
- 玩全台灣